# Pavonia hirtiflora
Pavonia hirtiflora är en malvaväxtart som beskrevs av George Bentham. Pavonia hirtiflora ingår i släktet påfågelsmalvor, och familjen malvaväxter. Inga underarter finns listade i Catalogue of Life.